# Incidente dell'Ilyushin Il-76 dei Guardiani della rivoluzione del 2003
L'incidente dell'Ilyushin Il-76 dei Guardiani della rivoluzione avvenne il 19 febbraio 2003, quando un Ilyushin Il-76 precipitò su un terreno montuoso vicino a Kerman, in Iran. L'aereo della Forza Aerospaziale dell'Esercito dei Guardiani della Rivoluzione Islamica, marche 15-2280, stava volando da Zahedan a Kerman quando si schiantò a 35 chilometri a sud-est di Kerman. L'aereo trasportava membri della Guardia rivoluzionaria islamica, una forza speciale indipendente dall'esercito iraniano, in una missione sconosciuta.
Forti venti imperversavano nella regione dell'incidente quando l'aereo scomparve dagli schermi radar; approssimativamente nello stesso momento, gli abitanti dei villaggi della zona descrissero di aver sentito una forte esplosione. Non ci furono sopravvissuti tra i 275 occupanti a bordo dell'aereo. Al 2022, il disastro rimane il secondo peggiore sul suolo iraniano (dietro il volo Iran Air 655) e il peggiore di un Il-76.

## L'incidente
L'Il-76 stava volando su una rotta dall'aeroporto di Zahedan all'aeroporto di Kerman trasportando membri del Corpo delle guardie della rivoluzione islamica in una missione non specificata. L'aereo da trasporto russo, equipaggiato con quattro motori turboventola con un equipaggio di 18 persone, perse i contatti radio con il controllo del traffico aereo alle 17:30 dopo aver volato in condizioni meteorologiche avverse.
L'aereo si schiantò contro i monti Sirch, a sud-est di Kerman, a circa 500 miglia a sud-est di Teheran, non lasciando scampo a nessuno dei 275 a bordo. Gli investigatori ritennero l'incidente un volo controllato contro il suolo, citando il deterioramento delle condizioni meteorologiche e i venti forti.

## Conseguenze
Immediatamente dopo lo schianto, i membri delle Corpo delle guardie della rivoluzione islamica e della Mezzaluna Rossa furono inviati sulla scena dell'incidente. Due elicotteri che tentarono di raggiungere la scena tornarono indietro a causa del maltempo. Venne inoltre istituito un cordone dell'area, limitando l'accesso ai giornalisti e al pubblico.
Il gabinetto del presidente Mohammad Khatami inviò un messaggio di cordoglio alle famiglie delle vittime per il tragico evento in cui erano morti un gruppo di fratelli dell'IRGC, il Corpo delle guardie della rivoluzione islamica. Il governo iraniano incolpò anche le sanzioni statunitensi contro l'Iran per aver avuto un ruolo nell'incidente poiché le restrizioni rendevano più difficile per l'Iran effettuare la manutenzione dei suoi aerei.
Si ipotizzava che l'incidente fosse il risultato di una collisione a mezz'aria a causa dell'elevato numero di vittime (l'Il-76 trasporta normalmente meno di 200 passeggeri). Un'organizzazione terroristica chiamata Brigate di Abu-Bakr rivendicò l'incidente.